# Mavis Owureku-Asare
 Mavis Owureku-Asare (* 20. Jahrhundert in Ghana) ist eine ghanaische Lebensmittelwissenschaftlerin. Sie war leitende Forscherin am Biotechnology and Nuclear Agriculture Research Institute der Ghana Atomic Energy Commission und gründete das Food Innovation Laboratory, das für den Transfer von Forschungsinnovationen in die Industrie zuständig ist. Sie ist vom Landwirtschaftsministerium der Vereinigten Staaten als FSPCA-zertifizierte Expertin für präventive Kontrollen von Lebensmitteln für den menschlichen Verzehr zertifiziert. Darüber hinaus verfasst sie Patente für wissenschaftliche Erfindungen. Sie ist spezialisiert auf Nacherntetechnologien mit Schwerpunkt auf Lebensmittelkonservierung, Lebensmittelsicherheit und sensorischer Bewertung für die Nachbehandlung landwirtschaftlicher Erzeugnisse.

## Leben und Werk
Owureku-Asare besuchte die Wesley Girl's High School und studierte an der University of Ghana. Dort erwarb sie ihren Bachelor of Science in Ernährungswissenschaften und Lebensmittelwissenschaften sowie ihren Master of Philosophy in Lebensmittelwissenschaften. 2018 promovierte sie in Lebensmittelwissenschaft und Lebensmitteltechnologie. Für ihre Doktorarbeit arbeitete sie mit der Abteilung für Lebensmittelwissenschaften der Kwame Nkrumah University of Science and Technology (KNUST) und der Abteilung für Agrar- und Bioingenieurwesen der Purdue University in Indiana an der Entwicklung und Anpassung eines Solarschranktrockners mit natürlicher Konvektion und gemischtem Betrieb zum Trocknen von Tomaten. Der Trockner wurde aus lokal in Ghana bezogenen Materialien gebaut. Ihre Forschungsarbeit konzentrierte sich außerdem auf sensorische und Verbraucherstudien zu getrockneten Tomatenprodukten, die in lokale Lebensmittel eingearbeitet werden, mit dem Ziel, die Verwendung von getrockneten Tomaten zu fördern und die übermäßige Abhängigkeit von importierten Tomatenprodukten zu reduzieren.

## Entwicklung einer Solartrocknungstechnologie
2007 begingen Berichten zufolge einige Tomatenbauern in der Upper East Region Selbstmord, weil sie ihre Kredite nicht zurückzahlen konnten. Die meisten dieser Bauern hatten Kredite aufgenommen, um große Mengen Tomaten für die Tomatenfabrik Pwualugu in der Region zu produzieren. Doch als die Fabrik einstürzte, konnten die Bauern ihre Ernte nicht verkaufen. Owureku-Asare beschloss, ihre Forschung darauf auszurichten, solche hohen Ernteerluste zu begrenzen und eine alternative Verarbeitungsmethode zur Konservierung zu entwickeln. 2012 erforschte sie als Gastwissenschaftlerin an der Louisiana State University in den USA verschiedene Technologien zur Tomatenverarbeitung. Nach ihrer Rückkehr nach Ghana begann sie mit der Erforschung der Solartrocknungstechnologie, da diese für Bauern eine einfachere und kostengünstigere Technologie darstellte. Sie leitete Forschungsarbeiten zur Entwicklung verbesserter Solartrocknungstechnologien für die Nacherntebehandlung lokal angebauter landwirtschaftlicher Produkte mit besonderem Schwerpunkt auf Tomaten.

## Tätigkeiten in der Lebensmittelwissenschaft
Owureku-Asare verfügt über fundierte Kenntnisse lokaler und internationaler Lebensmittelstandards wie dem Codex Alimentarius, der Internationalen Organisation für Normung (ISO) und den ghanaischen Lebensmittelstandards.
Owureku-Asare ist Stipendiatin des Norman E. Borlaug Leadership Enhancement in Agriculture Program (LEAP) der Feed the Future Borlaug 21st Century Leadership Initiative der US-Regierung. Zudem ist sie Stipendiatin von African Women in Agricultural Research and Development (AWARD) und ist Mentorin und Coach für The Kufuor Young Entrepreneurs Network (K-YEN), eines der Projekte der John A. Kufuor Foundation. Das Kufuor Young Entrepreneurs Network (K-YEN) unterstützt junge ghanaische Unternehmer, darunter auch solche aus der Agrarwirtschaft, dabei, unternehmerische Fähigkeiten zu entwickeln und aufzubauen.
Owureku-Asare ist CEO und Mitglied des Vorstands von Impact Food Hub, einem führenden Beratungsunternehmen für Lebensmittelverarbeitung und Agrarwirtschaft mit Sitz in Ghana. Sie ist Koordinatorin des Schulspeisungsprogramms in Ghana. Sie ist außerdem Mitglied des Vorstands der Ghana-India Trade Advisory Chamber (GITAC), Mitglied des Codex Alimentarius Committee in Ghana, Assistentin der Geschäftsführung des Weltverbands der Industrie- und Technologieorganisationen (WAITRO), Regionalvertreterin für Afrika und Gutachterin des African Journal of Food, Agriculture, Nutrition and Development, Mitglied des Institute of Food Technologist (IFT), der International Food and Agribusiness Management Association (IFAMA), der American Society of Agricultural and Biological Engineers (ASABE) und der Ghana Science Association.
Sie heiratete Elhanan Owureku-Asare, mit dem sie drei Kinder bekam.

## Auszeichnungen und Ehrungen (Auswahl)
- 2012: Norman Borlaug International Agricultural Science and Technology scholarship award
- 2013: Fellow des African Women in Agricultural Research and Development (AWARD)[8]
- 2015: Norman E. Borlaug Leadership Enhancement in Agriculture Program (LEAP)
- OWSD Early Career Fellow[9]
- 2020: Aspen New Voices Fellow[10]